# Dywizje sumo zawodowego
Zawodnicy w sumo zawodowym (ō-zumō, wielkie sumo) podzieleni są według rang zawodniczych (nadawanych za osiągnięcia, tzn. wygrywanie walk w turniejach honbasho) na tzw. dywizje. Każda dywizja, oprócz najwyższej – makuuchi – zawiera jeden nazwany stopień (o takiej samej nazwie, jak dywizja), a zawodnikom nadaje się kolejny numer w randze (np. jonokuchi 15, sandanme 25 itp.). Podobna klasyfikacja istnieje wewnątrz rangi maegashira, zawodników san'yaku w określonym stopniu uważa się za równych sobie. 
Istnieje jeszcze podział na „wschód” i „zachód” – tradycyjnie oznaczający stronę ringu, na której staje zawodnik do walki, przy czym wschód jest bardziej prestiżowy – stąd istnienie stopni np. wschodni maegashira 10 i zachodni maegashira 10.  
Zawodnik (rikishi) zaczynający karierę w sumo zawodowym mieszka i trenuje w heya – „stajni” sumo. Gdy zostanie wystawiony do turnieju po raz pierwszy, jest określany jako zapaśnik bez rangi maezumō. Wyniki w turnieju są podstawą do jego klasyfikacji w dywizji jonokuchi. 
Zawodnicy czterech najniższych dywizji, określani jako deshi (uczniowie), zobowiązani są do mieszkania w heya, prac na jej rzecz (sprzątanie, gotowanie itp.), otrzymując jedynie pieniężne premie za wygrane walki. Po awansie do dywizji jūryō, zawodnik staje się pełnoprawnym zawodnikiem zawodowym (sekitori 関取), mogącym mieszkać poza heya i otrzymującym stałą pensję, a także wysokie premie naliczane według skomplikowanego systemu.

## Dywizje i stopnie
- Makuuchi (幕内) lub makunouchi (幕の内) (cztery najwyższe rangi tej dywizji określane są wspólnym mianem san'yaku), maksymalnie 42 rikishi
  - Yokozuna (横綱)
  - Ōzeki (大関)
  - Sekiwake (関脇)
  - Komusubi (小結)
  - Maegashira (前頭)
- Jūryō (十両), maksymalnie 28 rikishi
- Makushita (幕下), do 120 rikishi
- Sandanme (三段目), do 200 rikishi
- Jonidan (序二段)
- Jonokuchi (序ノ口 lub 序の口)